# Adrian Brian
Adrian Robert Brian (ur. 16 marca 1892 w Columbus, zm. 8 września 1978 w Tucson) – amerykański zapaśnik walczący w stylu klasycznym. Olimpijczyk z Antwerpii 1920, gdzie zajął dziewiąte miejsce w wadze piórkowej.

## Letnie Igrzyska Olimpijskie 1920
| Konkurencja      | Rundy eliminacyjne      | Rundy eliminacyjne      | Rundy eliminacyjne     | Klas. końcowa |
| Konkurencja      | I runda                 | II runda                | Baraż o 3. miejsce     | Miejsce       |
| ---------------- | ----------------------- | ----------------------- | ---------------------- | ------------- |
| 60 kg styl wolny | Joanis Dialetis (GRE) Z | Heikki Kähkönen (FIN) P | Aage Torgensen (DEN) P | 9.            |